# 畠山政國
畠山政國（日语：／ Hatakeyama  Masakuni，生卒年不詳)，日本戰國時代紀伊、河內、越中守護，畠山尾州家的惣領名代（家族當主的代理人），並自稱為播磨守。

## 生平
政國為畠山尚順之子:19。根據《寬政重修諸家譜》記載，他是家中的第二子，而在《兩畠山系圖》中的記載則為第四子。根據《兩畠山系圖》的說法，政國最初居住在紀伊國宮原，並曾駐守於岩室城。
天文十四年（1545年）五月，政國的兄長畠山稙長去世，政國做為惣領名代進入高屋城。
稙長與室町幕府的權力者細川晴元對立，並與細川氏綱結盟。因此，在稙長尚存的天文十四年（1545年）三月，晴元政權將畠山尾州家的家督更換為來自能登畠山氏的畠山四郎（晴俊）。稙長去世後，做為重臣的河內守護代遊佐長教擁立政國，使得四郎未能進入高屋城。然而，政國也未獲得幕府認可家督繼承的地位。在《天文日記》中，政國被記載為「惣領名代」。:48、238-243
進入高屋城後，政國與遊佐長教一同支持細川氏綱。天文十八年（1549年）六月，長教與轉向細川氏綱一方的三好長慶在江口之戰中擊敗了細川晴元，晴元與第13代將軍足利義輝一同逃往近江。:326-328這場戰役導致晴元政權崩潰。然而，由於政國與長教在對待將軍的方針上存在分歧，以及對長教掌握河內實權的不滿，最終政國選擇出家並隱退至紀伊。政國隱退後，天文二十一年（1552年）九月，政國的嫡長子畠山高政繼承了畠山尾州家家督之位。:333
政國一度被認為是在天文十九年（1550年）去世。然而，根據記錄，天文二十一年（1552年）二月，本願寺曾向「畠山播磨入道」贈送太刀及梅染等物品，因此推測政國應該在那之後過世。:327-328此外，在天文七年（1538年）到天文十一年（1542年）間擔任尾州家當主的畠山彌九郎（晴滿）曾一度與政國被視為同一人物，也因此政國與彌九郎的經歷時常遭到混淆。:258-263根據《寬政重修諸家譜》記載，政國在岩室城去世，法名為花國宗貞浚昌院。政國在天文年間曾在紀伊國有田郡的圓滿寺（位於有田市宮原東）進行過佛殿的重建並捐獻寺領，據說他死後被葬於該寺。

## 出處
1. 1 2 3 4 5 6  弓倉 弘年. . 清文堂. 2006. ISBN 978-4-7924-0616-5.
2. ↑  『寛政重脩諸家譜 第一輯』（1922）P.560-561
3. ↑  塙保己一 編「両畠山系図」『續群書類從 巻百十五』寫、1878年
4. ↑  小谷利明（2022）P.304-306
5. ↑  塙保己一 編「両畠山系図」『續群書類從 巻百十五』寫、1878年